# Bulqizë (obec)
Bulqizë je obec (albánsky Bashkia Bulqizë) v Albánii v kraji Dibrë, která vznikla transformací stejnojmenného okresu (albánsky Rrethi i Bulqizës) se kterým je totožná. Má okolo 43 000 obyvatel (odhad z roku 2004) a rozlohu 718 km². Nachází se ve východní části země a jeho správním centrem je město Bulqizë. 

## Osídlení
Mimo Bulqizë jsou v okrese významnějšími obcemi ještě obce Fushë Bulqiza, Gjorica, Martanesh, Ostren, Shupenza, Trebisht a Zerqan.